# كأس السوبر الكويتي 2012
كأس السوبر الكويتي 2012 هي مباراة أقيمت في 3 سبتمبر 2012 بين نادي القادسية ونادي العربي. المباراة تجمع بين بطل الدوري الكويتي وبطل كأس الأمير الكويتي، وتعتبر المباراة هي بداية انطلاق الموسم الكروي الكويتي لعام 2012 وهو خامس سوبر كرة قدم يقام في الكويت وفاز بها نادي العربي بنتيجة هدفين مقابل هدف.

## المباراة
| نادي القادسية الكويتي | 1 – 2 | النادي العربي الكويتي                   |
| --------------------- | ----- | --------------------------------------- |
| مساعد ندا 15'         |       | أحمد عبد الغفور 33' · عبدالقادر فال 60' |

## البطل
| كأس السوبر الكويتي 2012 |
| ----------------------- |
| العربي اللقب الثاني     |
| Logo                    |